# País Tropical
"País Tropical" é uma canção composta pelo cantor e compositor brasileiro Jorge Ben. A canção foi gravada originalmente pelo cantor Wilson Simonal, em 22 de julho de 1969 e lançada no mês seguinte, tornando-se o maior sucesso de sua carreira. Em dezembro daquele ano viriam a versão de Gal Costa, no álbum Gal, e a do compositor, para seu álbum homônimo. Com o passar dos anos e o ostracismo de Simonal, a música viria a ser mais e mais lembrada como um sucesso do seu autor (um dos maiores de sua carreira). A canção ainda recebeu versões de vários cantores como Daniela Mercury, Maurício Manieri, Adryana Ribeiro, Ivete Sangalo, Shakira e Claudia Leitte.

## Versão por Wilson Simonal
Em julho de 1969, Jorge Ben levou Wilson Simonal, seu amigo, para um show de Gal Costa, com quem o primeiro estava tendo um caso. Naquela apresentação, Gal cantou "País Tropical" e Wilson Simonal adorou a música, descobrindo com o seu amigo que ela já estava prometida para ser gravada pela cantora baiana. Simonal marcou um horário no estúdio e, no dia 22 de julho de 1969, carregou Jorge Ben para lá, onde sua banda (o Som Três formado por César Camargo Mariano no piano, Toninho na bateria e Sabá no baixo, mais o naipe de metais e Chacal na percussão) já o aguardava.
Chegando lá, o cantor fez Jorge Ben mostrar a música para César que bolou o arranjo em cima da reorganização que o próprio Simonal havia feito, retirando estrofes inteiras e incluindo um bis no qual apenas as primeiras sílabas das palavras eram pronunciadas: assim, "Moro num país tropical" virou "Mó' num pa' tropi". César ainda colocou uma coda em que se apropriava da letra do samba "Eu Sou Flamengo", de Pedro Caetano, que havia sido gravada por Jorge Veiga em 1954, o que acabou levando a um processo no qual o autor ganhou direitos sobre esta versão da música.
Lançada em agosto de 1969, rapidamente a canção tornou-se um enorme sucesso casando com o clima de ufanismo que o regime militar utiliza em sua propaganda no país. Isso acabaria corroborando, futuramente, para a fama de delator que o cantor teria no futuro, embora o mesmo não tenha acontecido com Jorge Ben. A música seria tema de uma sátira de Juca Chaves, intitulada "Paris Tropical" e que geraria a tréplica de Jorge Ben, gravada por Simonal como "Resposta". A canção ainda receberia uma versão em italiano sendo lançada com sucesso naquele país em março do ano seguinte.

### Posições
| Parada do IBOPE (1969) | Posições |
| ---------------------- | -------- |
| Brasil                 | 1        |

## Versão de Jorge Ben
Composta exclusivamente por Jorge Ben, a canção foi lançada como parte de seu álbum homônimo Jorge Ben, um dos álbuns de maior sucesso do cantor. Com o passar dos anos, a canção tornou-se o maior sucesso da carreira de Jorge Ben.

## Versão de Ivete Sangalo
"País Tropical" é um single da cantora brasileira Ivete Sangalo lançado oficialmente em 15 de setembro de 2008 para seu segundo álbum ao vivo, Multishow ao Vivo: Ivete no Maracanã (2007). A canção foi acrescentada ao álbum de Ivete junto com as canções "Arerê" e "Taj Mahal" na mesma faixa em forma de medley, modo de executar várias músicas agregadas em uma única faixa, presente no álbum como "País Tropical / Arerê / Taj Mahal". Ao ser lançada às rádios, a canção recebeu uma edição externa, na qual foi destacada apenas País Tropical para ser lançada.

## Outras Versões
- A cantora brasileira Gal Costa fez uma versão para seu álbum Gal no mesmo ano, 1969.
- O músico brasileiro Dom Salvador regravou-a para seu álbum homônio Dom Salvador, em 1969.
- O percussionista de bossa nova Milton Banana adicionou uma versão da canção para o álbum Milton Banana Trio, em 1969.
- O músico e pianista luso-brasileiro Luiz Eça fez uma versão da canção para o álbum Brazil 70, em 1970.
- O cantor de Israel Dudu Elharar regravou a canção para o álbum ארץ טרופית יפה, em 1978.
- A banda de pagode Os Morenos também regravou a canção no álbum Pode Chegar, em 1999.
- O cantor Paulinho Moska fez uma versão para o álbum Móbile, em 1999.
- A cantora de axé brasileira Daniela Mercury regravou a canção para seu álbum Swing Tropical, em 1999.
- O cantor pop brasileiro Maurício Manieri fez uma versão para seu primeiro álbum ao vivo, Mauricio Manieri - Ao Vivo, em 2000.
- O cantor brasileiro Alexandre Pires gravou a canção para seu álbum Alma Brasileira, em 2004.